# Thysanomitrion involutum
Thysanomitrion involutum là một loài Rêu trong họ Dicranaceae. Loài này được (Müll. Hal.) P. de la Varde miêu tả khoa học đầu tiên năm 1922.